# 陸奥湊駅

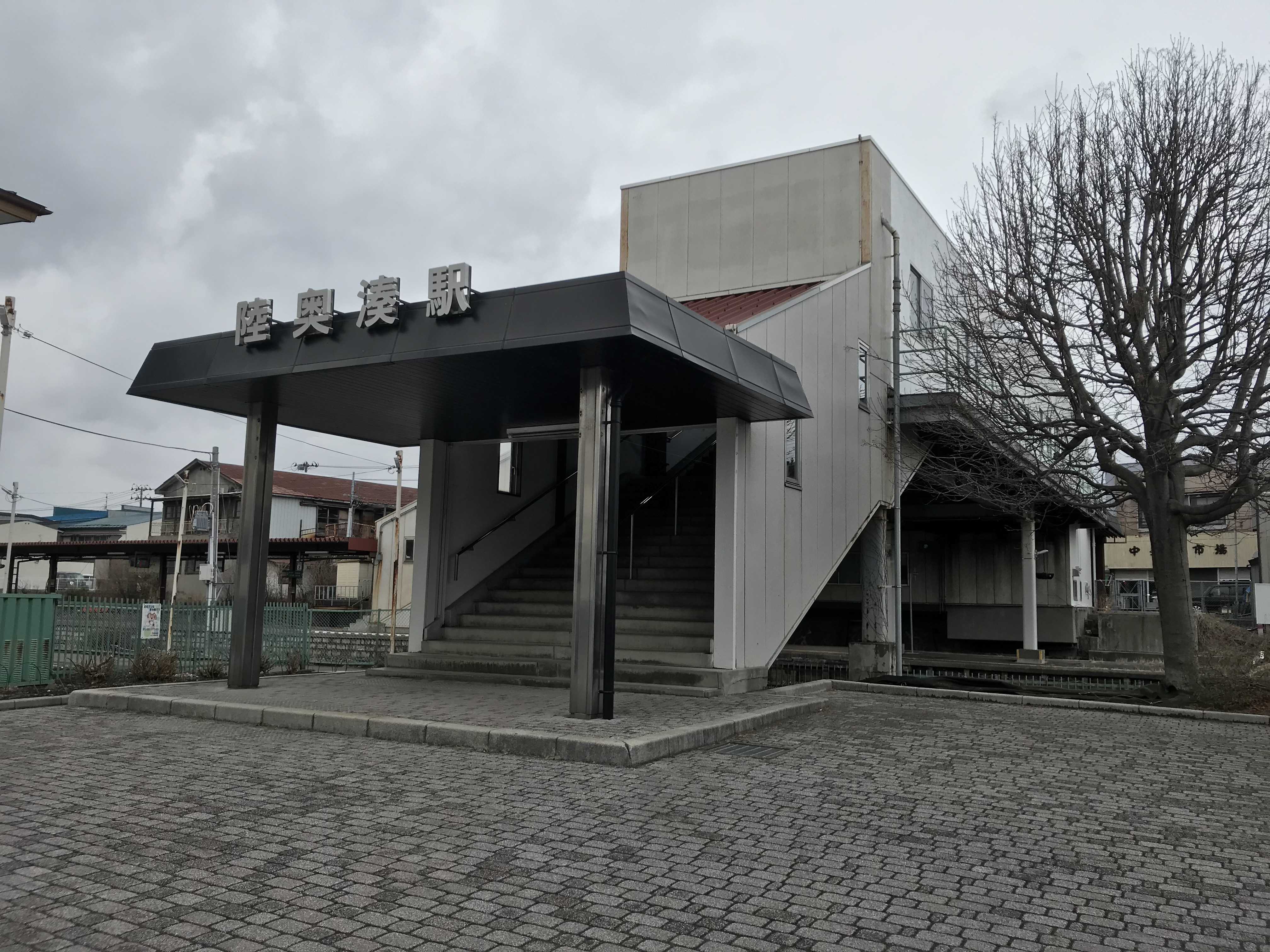
南口（2020年2月）

陸奥湊駅（むつみなとえき）は、青森県八戸市大字湊町字久保にある、東日本旅客鉄道（JR東日本）八戸線の駅である。

## 歴史
かつては、駅南側にある八戸セメント八戸工場（旧・住友セメント八戸工場）への専用線が分岐しており、当駅は東北地方へのセメントの発送拠点となっていた。

### 年表

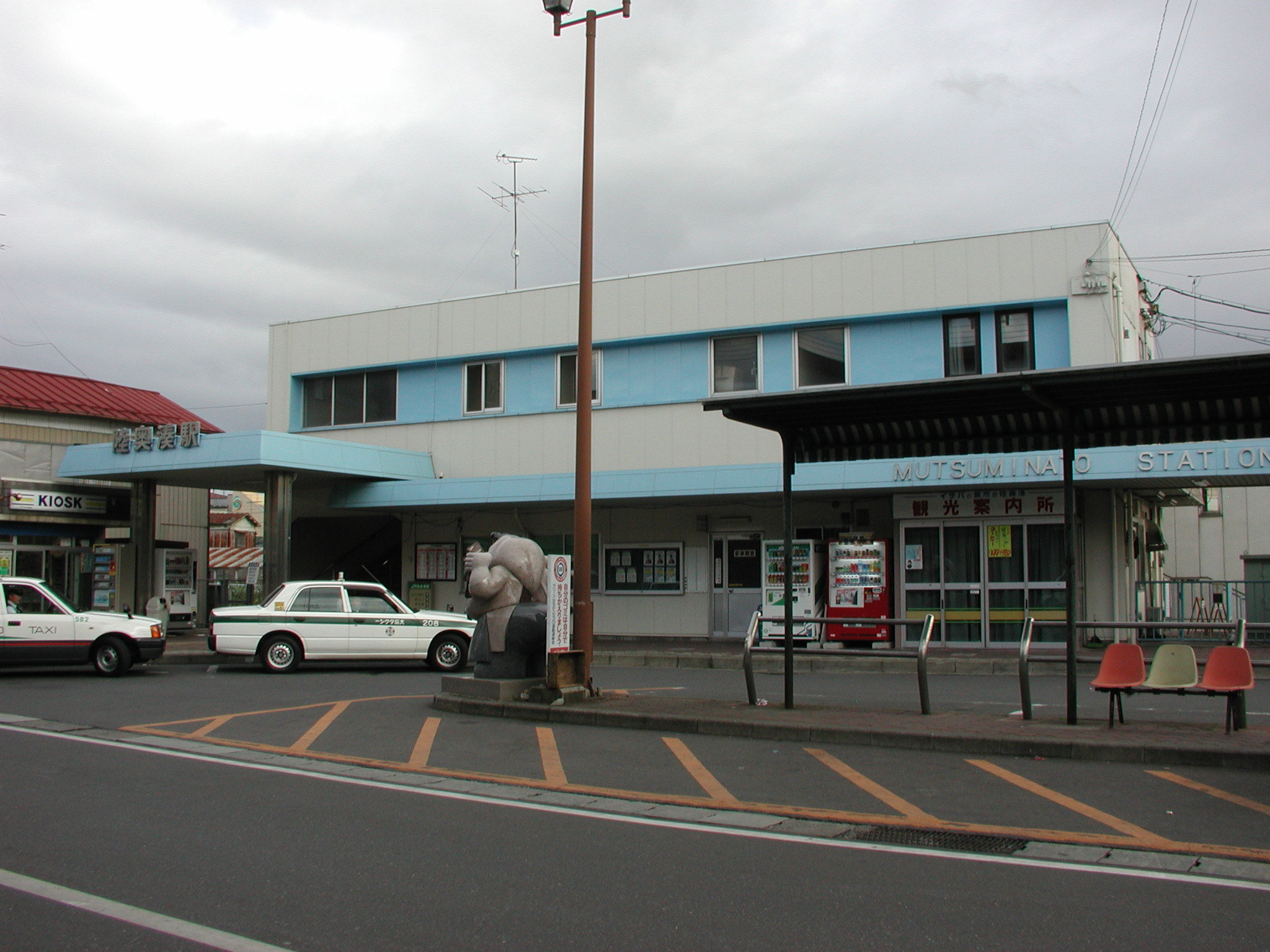
リニューアル前の北口（2007年10月）

- 1926年（大正15年）7月11日：鉄道省の駅として開業[2]。
- 1928年（昭和3年）6月15日：貨物の取り扱いを開始[4]。磐城セメント（後の住友セメント）の専用線が開通[4]。
- 1971年（昭和46年）10月1日：専用線発着を除く貨物の取り扱いを廃止[4]。
- 1985年（昭和60年）3月14日：チッキの取り扱いを廃止[4]。
- 1986年（昭和61年）11月1日：車扱貨物の取り扱いを全廃[4]。八戸セメント専用線廃止。
- 1987年（昭和62年）4月1日：国鉄分割民営化により、東日本旅客鉄道（JR東日本）の駅となる[4]。
- 2005年（平成17年）12月10日：八戸線のCTC化により、運転扱いと陸奥湊駅長・助役を廃止。本八戸駅長管理下に置かれる。
- 2006年（平成18年）
  - 3月：業務委託化。
  - 7月：「イカ風鈴」の飾りつけを開始[新聞 1]。
  - 8月31日：NREみちのく営業の「あじさい亭」閉店。
- 2015年（平成27年）12月1日：本八戸駅業務委託化による駅長・助役配置廃止に伴い、八戸駅長管理下となる。
- 2016年（平成28年）7月：青森県・函館デスティネーションキャンペーンに合わせ駅舎がリニューアルされる[報道 1]。
- 2021年（令和3年）
  - 3月12日：みどりの窓口の営業を終了[5][3]。
  - 3月13日：終日無人化[3]。
- 2022年（令和4年）11月28日：1階に居酒屋店舗「駅ナカ酒場 62371◎」がオープン[注 1][報道 3]。
- 2024年（令和6年）10月1日：えきねっとQチケのサービスを開始[1][報道 4]。

## 駅構造

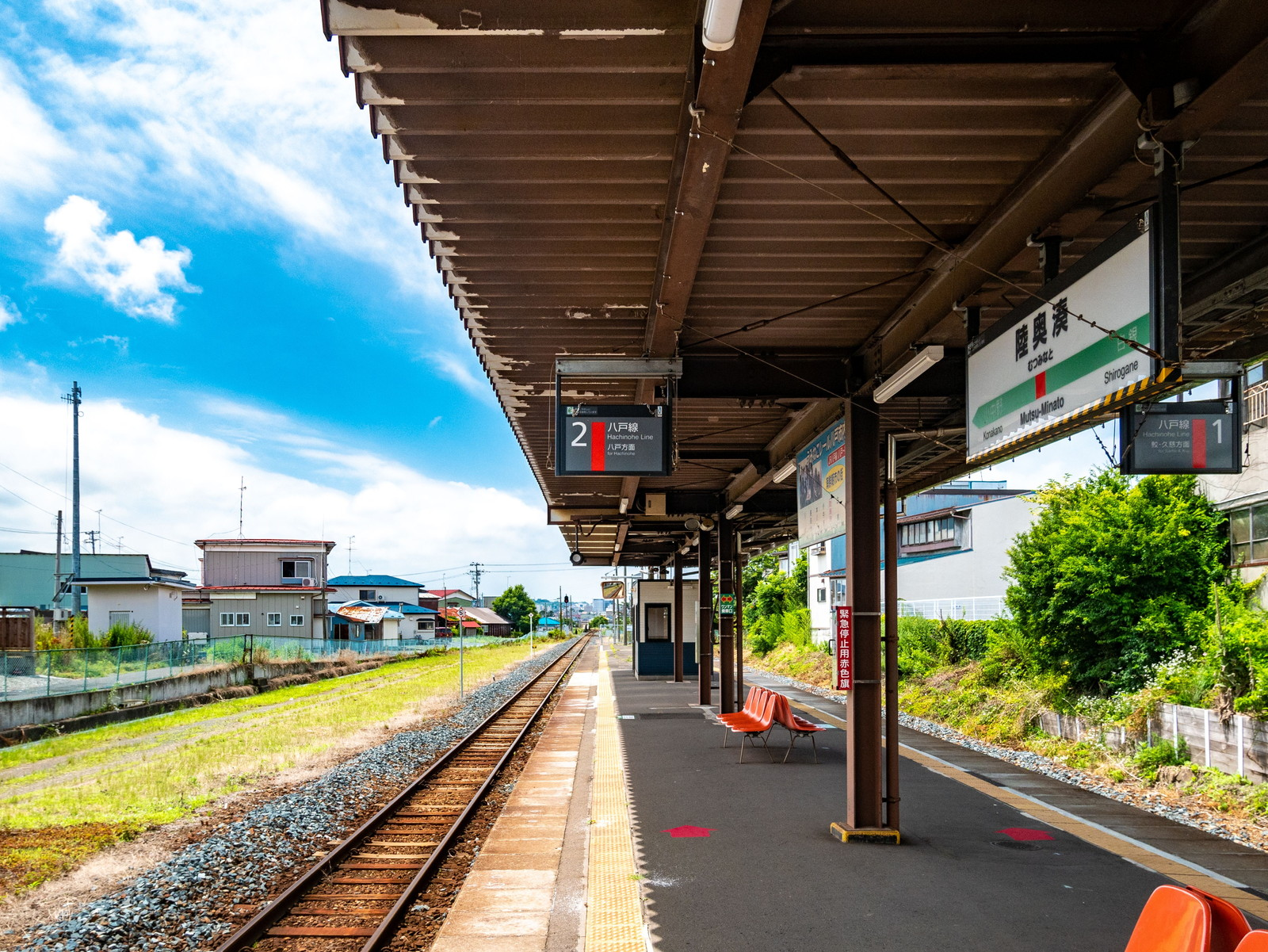
ホーム（2020年7月）

島式ホーム1面2線を持つ地上駅である。橋上駅舎を備える。
八戸駅管理の無人駅である。タッチパネル式自動券売機、待合所、トイレが設置されている。売店（ジャスター）が駅北口前に立地していたが、閉店した。また、2021年（令和3年）3月12日までは業務委託駅（ジャスター→JR東日本東北総合サービス委託）で、みどりの窓口も設置されていた。

### のりば
| 番線 | 路線    | 方向 | 行先                   |
| ---- | ------- | ---- | ---------------------- |
| 1    | ■八戸線 | 下り | 鮫・種差海岸・久慈方面 |
| 2    | ■八戸線 | 上り | 本八戸・八戸方面       |

## 利用状況
JR東日本によると、2000年度（平成12年度）- 2019年度（令和元年度）の1日平均乗車人員の推移は以下のとおりであった。
| 1日平均乗車人員推移 | 1日平均乗車人員推移 | 1日平均乗車人員推移 | 1日平均乗車人員推移 | 1日平均乗車人員推移 |
| 年度                | 定期外              | 定期                | 合計                | 出典                |
| ------------------- | ------------------- | ------------------- | ------------------- | ------------------- |
| 2000年（平成12年）  |                     |                     | 234                 | [ 利用客数 1 ]      |
| 2001年（平成13年）  |                     |                     | 228                 | [ 利用客数 2 ]      |
| 2002年（平成14年）  |                     |                     | 226                 | [ 利用客数 3 ]      |
| 2003年（平成15年）  |                     |                     | 220                 | [ 利用客数 4 ]      |
| 2004年（平成16年）  |                     |                     | 203                 | [ 利用客数 5 ]      |
| 2005年（平成17年）  |                     |                     | 207                 | [ 利用客数 6 ]      |
| 2006年（平成18年）  |                     |                     | 211                 | [ 利用客数 7 ]      |
| 2007年（平成19年）  |                     |                     | 210                 | [ 利用客数 8 ]      |
| 2008年（平成20年）  |                     |                     | 205                 | [ 利用客数 9 ]      |
| 2009年（平成21年）  |                     |                     | 191                 | [ 利用客数 10 ]     |
| 2010年（平成22年）  |                     |                     | 176                 | [ 利用客数 11 ]     |
| 2011年（平成23年）  | 非公表              | 非公表              | 非公表              |                     |
| 2012年（平成24年）  | 96                  | 63                  | 160                 | [ 利用客数 12 ]     |
| 2013年（平成25年）  | 97                  | 61                  | 158                 | [ 利用客数 13 ]     |
| 2014年（平成26年）  | 95                  | 62                  | 157                 | [ 利用客数 14 ]     |
| 2015年（平成27年）  | 95                  | 53                  | 149                 | [ 利用客数 15 ]     |
| 2016年（平成28年）  | 90                  | 53                  | 143                 | [ 利用客数 16 ]     |
| 2017年（平成29年）  | 94                  | 41                  | 136                 | [ 利用客数 17 ]     |
| 2018年（平成30年）  | 90                  | 43                  | 134                 | [ 利用客数 18 ]     |
| 2019年（令和元年）  | 86                  | 40                  | 126                 | [ 利用客数 19 ]     |

## 駅周辺

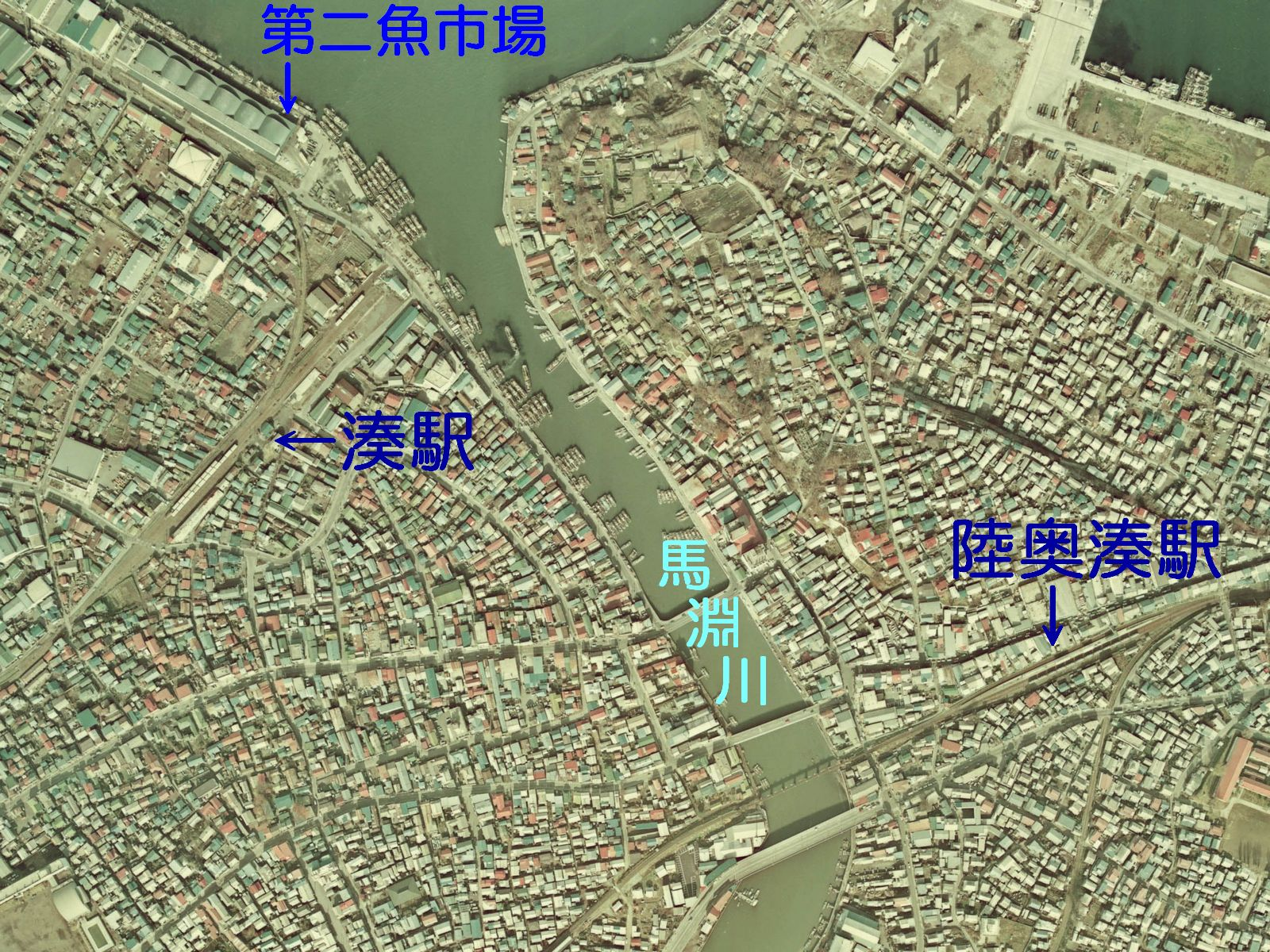
1975年ごろの当駅近隣の空中写真。新井田川を挟んだ至近距離に湊駅があった。

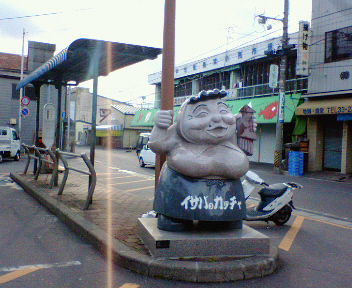
北口にある「イサバのカッチャ」の石像

駅前には八戸市魚菜小売市場があり、毎週日曜日を除く朝から昼にかけて新鮮な魚介類が販売されている。また、駅北口駅舎前には「イサバのカッチャ」の石像が建っており、10月の第一日曜日には駅前で「イサバのカッチャコンテスト」が行われている（2012年〈平成24年〉は11月4日の第一日曜日に行われた）。館鼻公園下の館鼻岸壁では、毎週日曜日の朝から昼にかけて国内最大規模の朝市が開催されている。2022年（令和4年）7月7日には、当駅前地区の再開発計画を進めるため、まちづくり会社「みちのくみなと未来」と八戸市が事業協定を締結した。
- 八戸市魚菜小売市場（2021年〈令和3年〉5月24日より魚菜小売市場を改修し、2022年〈令和4年〉12月1日にリニューアルオープン）[7][報道 3][新聞 3]
- 館鼻岸壁市場[8]
- みなと食堂[9][10]
- 太洋食堂
- 館鼻公園[11]
- 八戸屋形船  新井田丸[12]
- 八戸酒造
- 大祐神社[13]
- 湊橋
- 新湊橋
- 柳橋
- 八戸大橋
- 新井田川
- 八戸港
- 喜代志（2020年〈令和2年〉3月9日閉店）[14]
- 八戸湊郵便局
- 青森みちのく銀行柳町支店（かつては青森銀行本町支店、みちのく銀行湊支店も存在した）
- 青い森信用金庫むつ湊支店（旧八戸信用金庫店舗）
- 岩手銀行湊支店（白銀町字右新井田道へ移転）
- 八戸警察署小中野交番
- 青森県道1号八戸階上線

1985年（昭和60年）3月までは、新井田川を挟んだ至近距離に湊駅（貨物駅）が存在した。当駅の名に「陸奥」を冠する理由は湊駅より後になってから開業したためである。

## バス路線

### 陸奥湊駅前（駅北口側）
- 八戸市営バス
  - ワンコインバス・いさば号：中心街方面 ※毎年4月 - 11月までの毎週日曜日の早朝時間帯のみ運行

### 上中道（駅南口の道路側）
| 方面           | 運行事業者   | 系統・行先 | 備考 |
| -------------- | ------------ | --- | ---- |
| 上柳町方面     | 八戸市営バス | - ■ F1：大杉平バスセンター - ■ F4：上二ツ家 - □ C5：中心街（三日町） - 30：旭ヶ丘営業所 - 35：市民病院        |      |
| 工大一高前方面 | 八戸市営バス | - 3：旭ヶ丘営業所 - ■ M15：金浜小学校 - ■ M12：高等支援学校 - M20・20：鮫 - ■ M24：岬台団地 - ■ Y26：平庭団地 |      |
| 上柳町方面     | 南部バス     | 7：ラピア・ピアドゥ                                                                                           |      |
| 工大一高前方面 | 南部バス     | 24：岬台団地                                                                                                  |      |

## 隣の駅
東日本旅客鉄道（JR東日本）
■八戸線
小中野駅 - 陸奥湊駅 - 白銀駅

### 記事本文